# PT-76
PT-76 (ryska: ПТ-76, плавающий танк-76) står för plavajusjtjij tank som betyder simmande/amfibiestridsvagn.  PT-76 skapades under början av 1950-talet av Sovjetunionen och blev standardspaningsfordonet för den sovjetiska armén och i Warszawapakten.

## Historia
Efter andra världskriget såg Sovjetunionen ett behov av ett nytt och lättmanövrerat amfibiefordon. Mellan åren 1949 och 1951 utvecklades det en ny stridsvagn under Zjozef Jakovlevitj Kotin. Denna skulle på arméns beställning ha amfibieegenskaper. Kotin och hans ingenjörer fick fram PT-76, som officiellt introducerades den 16 augusti 1952. 1953 startade produktionen i Volgograds traktorfabrik. 1958 kom en ny förbättrad variant, PT-76B, som producerades ända fram till 1963. 
Cirka 7 000 stycken PT-76:or tillverkades och runt 2 000 exporterades till Sovjetvänliga stater. Över 25 länder har använt PT-76:an, bland annat Afghanistan, Albanien, Angola, Kina, Kongo, Kuba, Egypten, Finland, Guinea, Indien, Indonesien, Irak, Laos, Madagaskar, Moçambique, Nordkorea, Pakistan, Polen, Vietnam och Jugoslavien.
Israel tog ett antal PT-76 som krigsbyte, de flesta i fälttåget på Sinaihalvön under sexdagarskriget 1967, och tog dem i tjänst tillsammans med bland annat T-54 och T-55.
Kina har tillverkat en egen kopia av PT-76 med ett runt torn som finns på en av deras egna stridsvagnar Type-62. Kopian kallas för Type-63 och är till för armén och marina enheter. Varianten Type-63A har ett torn som är mer likt den på PT-76. Type-63-modellerna har exporteras till Pakistan, Sudan, Tanzania, Myanmar och Vietnam.

## Stridshistoria
Under Vietnamkriget (1957–1975) använde Nordvietnams styrkor PT-76:or med stor framgång. PT-76 var idealisk för Vietnams regnskogar, floder och träskmarker. Den deltog i slaget om Khe Sanh 1968, under slaget om Lang Vei, där 12 PT-76:or var med i ett anfall mot ett amerikanskt läger för specialstyrkor. Fem stycken förstördes av granatsplitter och amerikanska raketgevär av typen LAW. Trots det hade PT-76 en avgörande roll i slaget. Minst fem stycken PT-76 deltog i det enda slaget stridsvagn mot stridsvagn under kriget före USA:s tillbakadragande. Slaget skedde år 1969 vid Ben Het som ligger nära gränsen mot Laos. Två PT-76:or förstördes av amerikanska stridsvagnar av typen M48A3 (se M48 Patton)
Under de två krigen mellan Pakistan och Indien år 1965 och 1971 användes PT-76 i stridigheterna. Indiens överväldigande styrkor och avancerad taktik gjorde att de besegrade Pakistans armé 1971.
PT-76 användes också i Mellanöstern i sexdagarskriget 1967 och i oktoberkriget 1973. Den användes även under inbördeskriget i Angola åren 1975–1992, där kubansk militär som använde sovjetiska militärfordon såsom PT-76 deltog.
Trots att det idag är en väldigt gammal stridsvagn används den fortfarande av vissa länder. Det rapporteras att ryska armén använde PT-76:or under krigen i Tjetjenien och att Indonesien använde dem mot ett uppror på ön Ambon år 2000 och framåt.

## Utrustning
PT-76 har ett båtliknande chassi, vilket är idealiskt för ett amfibiefordon. Detta enda som behöver göras innan stridsvagnen används i vatten är att länspumpen och vattenjetmotorerna aktiveras, samt att en skiva fälls upp i nosen för att förbättra egenskaperna vid amfibiekörning. För användning i vattnet drivs den av två vattenjetmotorer som sitter på varsin sida av vagnen och utflödet vid aktern. De två utflödarna vid aktern kan stängas delvis eller helt, vilket tvingar vattnet att åka ut vid hål på sidorna. Detta gör att energin går åt sidan och fordonet svänger. Det effektiva styrsystemet låter den att styras relativt lätt, jämfört med andra amfibiefordon från samma tid. I vattnet har den en hastighet på 10 km/h och på land 44 km/h. 
Om det skulle behövas finns inne i vagnen elektriska pumpar och manuella om de elektriska skulle haverera. De håller stridsvagnen flytande även om den är delvis förstörd och läcker.
Den femväxlade lådan på vagnen är den samma som finns på den kända T-34-85 från andra världskriget. Den har fyra växlar för framåt och en för back. Motorn är en sexcylindrig V-6B vattenkyld motor, som ger en styrka på 240 hk (177 kW).
PT-76 har en besättning på tre man, där vagnchefen är både radiooperatör och skytt. Detta är en nackdel och minskar stridsvagnens effektivitet. Vagnchefen och laddaren delar samma dubbellucka. För att skära ner på vikt för att den ska flyta togs mycket av pansaret bort. Tjockleken är max 20 mm (på tornet, 14 mm på vagnen), vilket gör den ganska oskyddad under strid. Idag är kanonen, som är på 76 mm och laddas manuellt, för liten för att användas mot fiendepansar som ibland är för tjockt för att penetreras av dess projektiler. Pjäsen, betecknad D-65T i originalutförande, D-56TS eller D-56TM på nyare exemplar, är den samma som användes på T-34 under andra världskriget. Den effektiva räckvidden på kanonen är på 1500 m. Stabilisator finns på nyare PT-76, vilket tillåter den att skjuta när vagnen är i rörelse. På vissa varianter är en infraröd målsökare monterad. Den ligger bakom andra sovjetiska fordon i teknik. Den saknar nukleär, biologisk och kemisk skyddsutrustning (NBC), vilket skär ner på effektiviteten mer. Trots allt har den en bra manövrering, utformning och är en pålitligt transportfordon och stödfordon för infanteri. Den kom att ersättas av BRM-1, som är en spaningsvariant av BMP-1.  

## Varianter
- PT-76 modell 1: första varianten utrustad med en D-56T (multi-springad mynningsdelare) räfflad kanon.
- PT-76 modell 2: uppgradering med en D-56TM (dubbel förträngd mynningsdelare med en tryckutjämnad) räfflad kanon.
- PT-76 modell 3: uppgradering med en D-56TM (dubbel förträngd mynningsdelare) räfflad kanon.
- PT-76B eller modell 4: med en 2-plan stabiliserad D-56TS räfflad kanon.
- PT-76M: förbättrad variant med bättre amfibieegenskaper tack vare dess större deplacement. Utvecklades till den ryska marinen men sattes aldrig i tjänst.

- Polsk modell med en 12,7 mm lv-ksp och med separata luckor för vagnchefen och laddaren.

- Type-60: Under början av 1950-talet fick Kina några få PT-76:or av Sovjet och tillverkade identiska kopior mellan åren 1959 och 1960.
- Type-63: Förbättring an Type-60 med ett runt torn, större chassi, 4 mans besättning, Type-6285TC räfflad 85 mm kanon och en 12150L2 vätskekylande dieselmotor på 400 hk. På 1970-talet monterades det laseravståndsmätare och infraröd mörkerseende instrument. På 1990-talet gjordes den med ett nytt utformat chassi och en 105 mm kanon, och 1997 introducerades det en ny variant som fick namnet Type-63A.

- En israelisk variant, utvecklad av Nimda Group har utvecklas med en amerikansk 90 mm kanon, nytt eldledningssystem och en dieselmotor på 300 hk.

## Fordon baserade på PT-76
- BTR-50: bepansrat trupptransportfordon.
- MT-LB: bepansrat trupptransportfordon.
- OT-62 (TOPAS): tjeckisk/polsk variant av BTR-50.
- ZSU-23-4: mobil luftvärnskanon.
- ASU-85: 85 mm mobilt artilleri.
- FROG-2, FROG-5 och SA-6 Gainful: mobilt missilavfyrande system.